# Římská vojenská pevnost u Mušova
Římská vojenská pevnost u Mušova je archeologická lokalita v katastru zaniklé obce Mušov, která je dnes součástí obce Pasohlávky v okrese Brno-venkov. Nachází se na kopci Hradisko v Olbramovické pahorkatině, nad současnou silnicí I/52, nad Mušovskou nádrží vodního díla Nové Mlýny na Dyji. První výkopy z 20. let 20. století zde odhalily vojenskou pevnost římského vojska (označovanou také jako stanici nebo tábor) z konce 2. století našeho letopočtu. Její archeologické stopy jsou chráněny jako kulturní památka.
V roce 2020 bylo poblíž pevnosti otevřeno návštěvnické centrum „Brána do Římské říše“ s expozicí.

## Historické pozadí
Místo bylo pravděpodobně využito Římany poprvé při taženi Tiberia proti Marobudovi v roce 6 n. l. Ve druhé polovině 2. století, v období vlády císaře Marka Aurelia, docházelo ve středním Podunají, na území Moravy a Slovenska, k pronikání římských vojsk pod velením samotného císaře na území daleko za severní břeh řeky Dunaje. Některé prameny uvádějí myšlenku vytvoření nové římské provincie na tomto území. Roku 172 se vojska Marka Aurelia vydala z tábora Carnuntum u Dunaje podél toku řek Moravy[nenalezeno v uvedeném zdroji] a Dyje, na Slovensku pak proti toku Hronu, na vojenské tažení proti germánským kmenům Markomanů vedeným Ballomarem. Tažení je známé jako markomanské války (přibližně 166–180). Na památku tohoto tažení byl na dnešním náměstí Piazza Colonna v Římě postaven sloup Marka Aurelia, pokrytý reliéfy zobrazujícími různé epizody a výjevy z tažení proti Markomanům. Při tomto tažení kromě jiného mělo dojít k události označeného Markem Aureliem jako „Zázračný déšť Marca Aurelia“, kdy římská vojska byla napadena početnějšími germánskými jednotkami, ale vodní spousty padající z nebe zachránily římské legie před porážkou.
Četné nálezy krátkodobých římských táborů jednoznačně potvrzují římskou přítomnost na českém území. Do současnosti[kdy?] je objeveno na 25 potvrzených nebo možných táborů.[zdroj⁠?!] Nejsevernější z nich se nachází u Jevíčka, další tábory se nacházely v Neředíně a v Modřicích. Nejvíce jich bylo v okolí kopce Hradisko nad někdejší obcí Mušov. Jednalo se o největší soustředění římských vojenských jednotek mezi Rýnem a Dunajem. Přezimovalo zde asi dvacet tisíc římských vojáků, v létě během vojenských tažení pak až sto tisíc mužů. Mezi tábory vyniká a výrazně se od nich odlišuje soustava římského opevnění na vrchu Hradisko a v jeho okolí, nacházející se dnes v katastru obce Pasohlávky.

## Popis lokality a archeologický průzkum

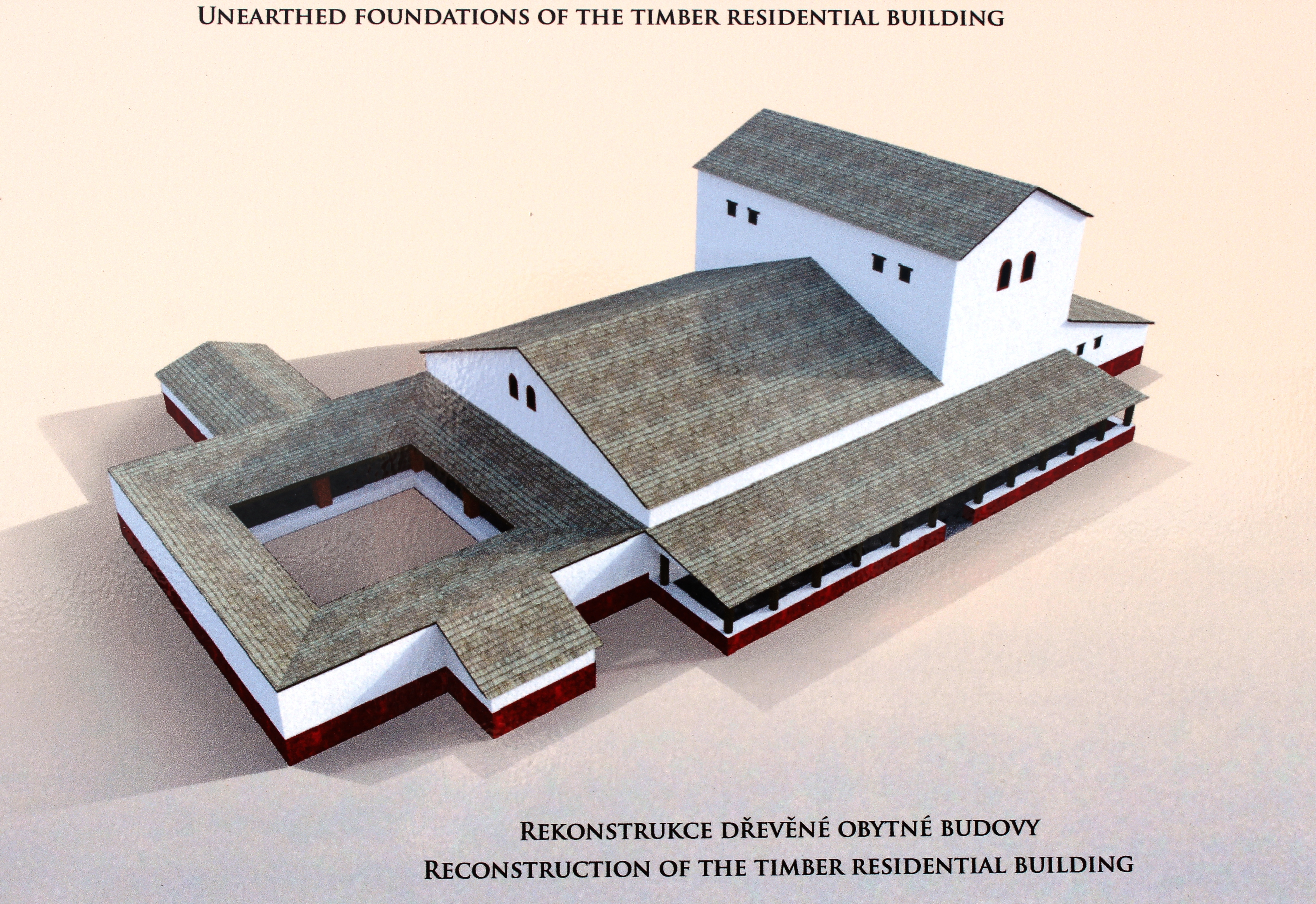
Dřevěný, omítaný velitelský dům

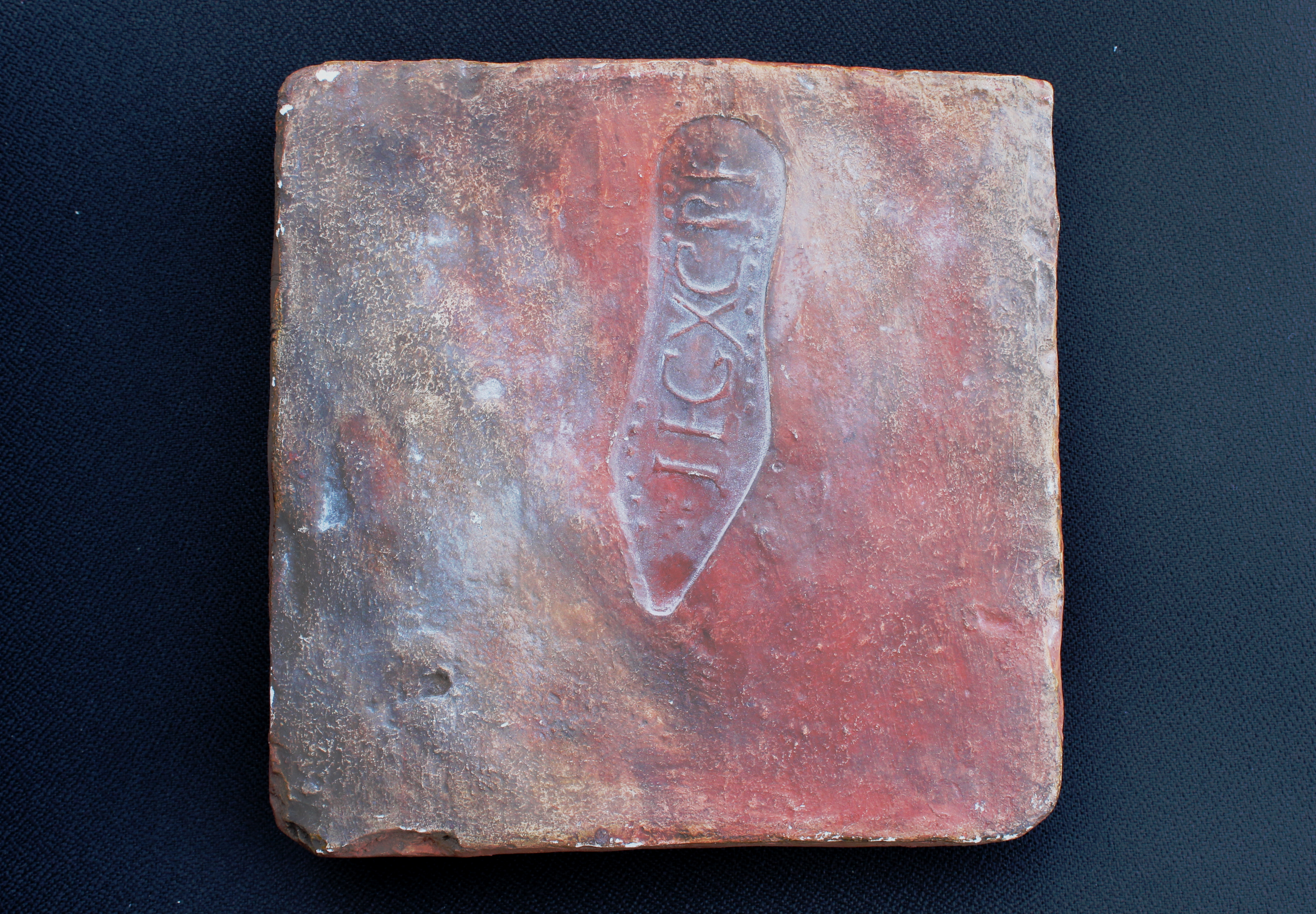
Cihla X. legie

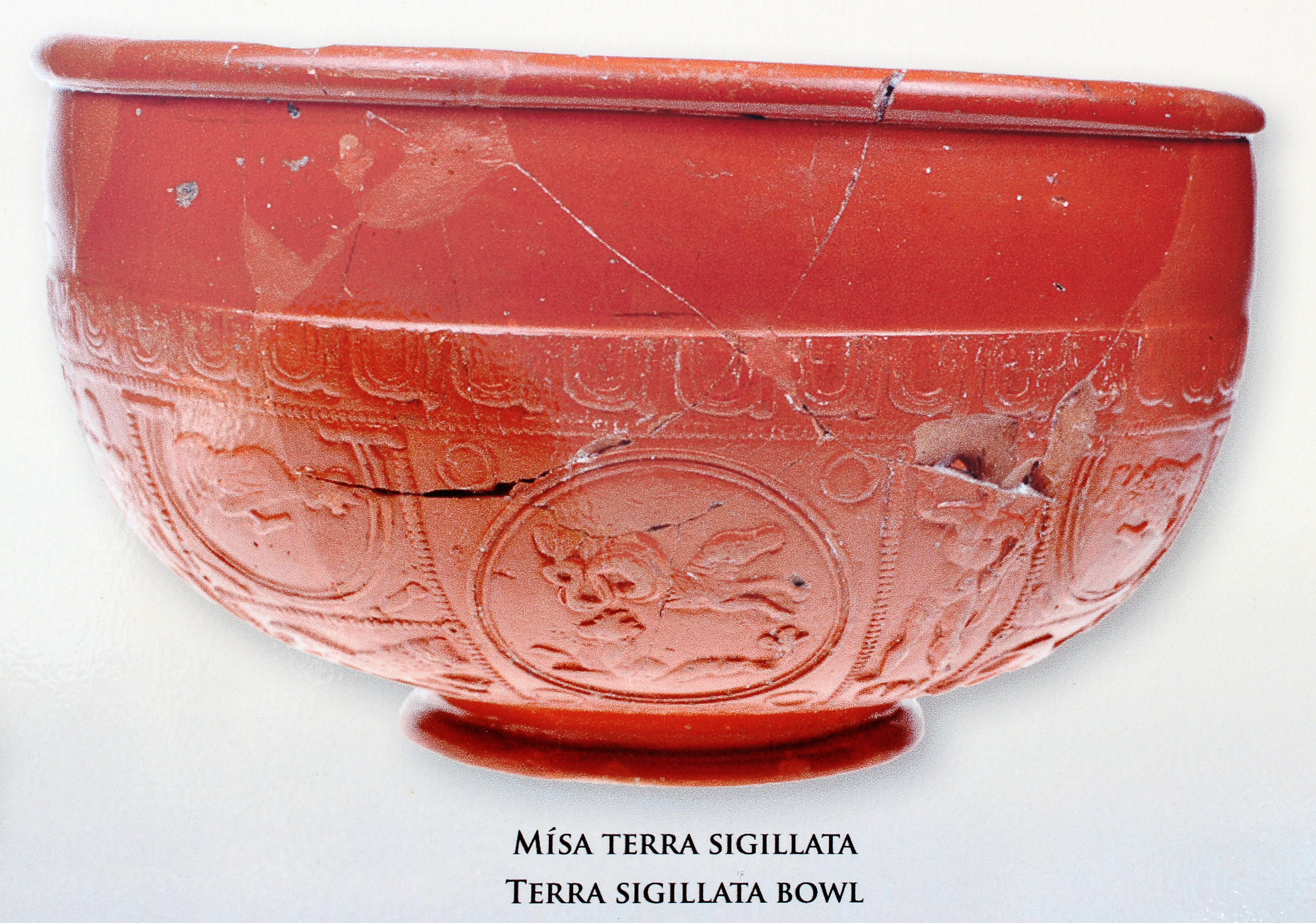
Antická váza – terra sigillata

Základy tábora se nalézají v těsné blízkosti dnešního rekreačního zařízení. Tábor byl z vojenského hlediska umístěn na strategickém místě, které skýtalo dobrý rozhled krajinou a umožňovalo vhodné obranné postavení. Takto postavené tábory poskytovaly střežení významných obchodních cest a center barbarského osídlení.
O pobytu Římanů v této oblasti se ví již dlouhou dobu, neboť místní zemědělci při polních pracích objevovali římské předměty. V roce 1925 začal na Hradisku provádět výkopy jeho majitel Josef Lieber a za tři dny se mu podařilo nalézt první římskou cihlu. Po vybrání asi 30 kusů cihel práce na této lokalitě zastavil. 10 cihel bylo odesláno do Moravského zemského muzea, pokračovat ve vykopávkách měla příslušná státní instituce.

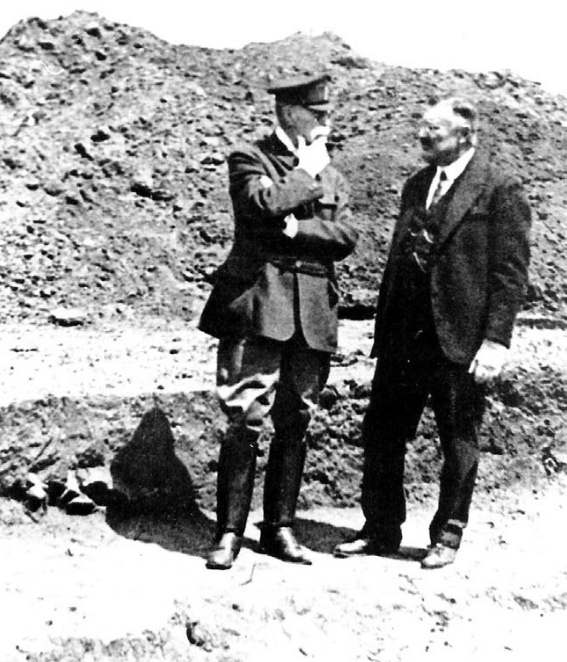
Tomáš Garrigue Masaryk a Anton Gnirs v roce 1928 na místě archeologického výzkumu mušovského římského tábora

Státní archeologický ústav zde zahájil sondážní práce v roce 1926, systematický výzkum zde proběhl v letech 1927 a 1928. Tým odborníků vedl zkušený Anton Gnirs (výzkumu se dostalo významné podpory prezidenta T. G. Masaryka). Gnirs odkryl plochu o přibližné rozloze 100 × 100 metrů a objevil pozůstatky dvou domů – obytnou obdélníkovou budovu se čtyřmi místnostmi a lázně s půlkruhovým závěrem (balneum), s podpodlažním topením (hypokaustum) a vodovodem, se stěnami omítnutými barevnými omítkami. Podle cihel zde nalezených lze usuzovat, že stavební materiál dodávala vindobonská desátá legie (latinsky Legio Decima Gemina Pia Fidelis – legie desátá, zdvojená, oddaná, věrná), jejíž značky (kolky v podobě otisku podešve legionářské boty s nápisem LEGXGPF) se na cihlách nacházely.
Další výzkumy byly zahájeny až o padesát let později pod vedením Jaroslava Tejrala (1976-1977, 1979) a od roku 1984 pokračují doposud, v posledních letech pod vedením Balázse Komoróczyho. Kromě nových nálezových situací bylo získáno široké spektrum nálezů - vedle množství keramiky, stavebního materiálu, nářadí, nástrojů či šperků i velké množství výstroje a výzbroje římské armády, mezi nimi také unikátní reliéfně zdobená spínací destička slavnostního šupinového pancíře (lorica squamata) jezdce X. legie, nepochybně vysokého důstojníka, snad z nejbližšího okruhu císařova. Na základě nálezů keramiky, spon a především mincí je v současnosti římská přítomnost na Hradisku datována do let 175-180.
Archeologické výzkumy zjistily, že šlo zřejmě nikoliv o dočasný tábor, ale patrně o trvalé předsunuté postavení římských legií. Nálezy prokázaly rozsáhlý areál s nejen vojenskými, ale i ryze civilními zařízeními. Součástí tábora byly vytápěné lázně a velitelský dům s podpodlažním topením, dílny a mohutné hradby. Historikové vyslovili hypotézu, která se přiklání k možné snaze Říma o vybudování nové provincie nazvané Markomania. Římský císař Markus Aurelius řídil vojenské operace na jižním Slovensku a jižní Moravě z římského města Vindobona (dnešní Vídeň). Hradisko u Mušova bylo zřejmě centrální pevností. Jenže pak přišel zvrat. Markus Aurelius zemřel (nebo byl ve Vindoboně zavražděn) a s plány na novou provincii byl konec. Jeho syn Commodus pak volil spíše taktiku uplácení náčelníků barbarských kmenů a Hradisko tak postupně ztratilo na významu. Teorii o rozšíření římského impéria severně od Dunaje podporují další nálezy nových římských táborů na území Moravy, a to severně od Mušova – v Modřicích, roku 2001 odkryté vojenské postavení v Olomouci-Neředíně, v roce 2006 další v Pravčicích u Hulína, roku 2016 odhalený tábor v Jevíčku a roku 2017 v Brně-Štýřicích.

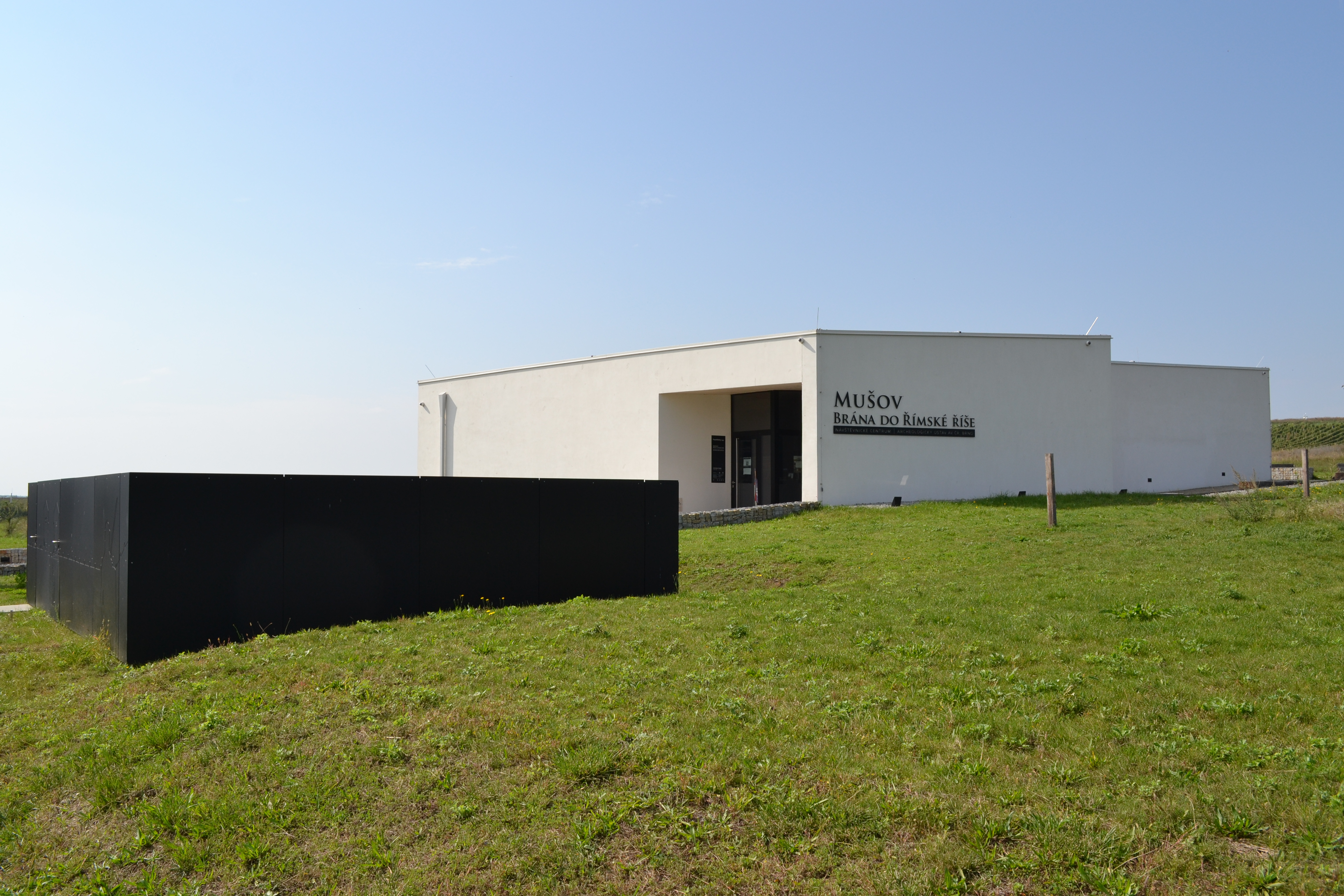
muzeum Mušov – Brána do Římské říše

V červnu 2020 bylo na úpatí Hradiska otevřeno návštěvnické centrum s interaktivní expozicí nazvané „Brána do Římské říše“. Na expozici navazuje naučná stezka vedoucí na vrchol Hradiska.